# Belcsény község
Belcsény község (szerbül Општина Беочин / Opština Beočin) közigazgatási egység (község, járás) Szerbiában, a Vajdaságban, a Dél-bácskai körzetben. Földrajzilag a Szerémségben fekszik. Központja Belcsény város.

## A község települései
| \| Petrőc Palánka Újvidék városi község Ürög község S. Szávaszentdemeter község BELCSÉNY Szilszeg Dombó Cserög Bánmonostor Lúg Garáb Sviloš \| \| térkép szerkesztése \| |                    |                   |                 |
| Magyar név | Szerb név (cirill) | Szerb név (latin) | Népesség (2011) |
| Bánmonostor | Баноштор           | Banoštor          | 737             |
| Belcsény | Беочин             | Beočin            | 7800            |
| Cserög | Черевић            | Čerević           | 2798            |
| Dombó | Раковац            | Rakovac           | 2214            |
| Garáb | Грабово            | Grabovo           | 100             |
| Lúg | Луг                | Lug               | 690             |
| Sviloš | Свилош             | Sviloš            | 293             |
| Szilszeg | Сусек              | Susek             | 998             |
| Petrőc Palánka Újvidék városi község Ürög község S. Szávaszentdemeter község BELCSÉNY Szilszeg Dombó Cserög Bánmonostor Lúg Garáb Sviloš                                 |                    |                   |                 |
| térkép szerkesztése |                    |                   |                 |

## Népesség
Lakóinak száma 2002-ben 16 086, 2011-ben 15 630 fő volt.
A 2011-es népszámláláskor az etnikai összetétel a következő volt (15 726 főre):
- szerb: 10 956 fő (69,67%)
- cigány: 1 422 fő (9,04%)
- szlovák: 830 fő (5,28%)
- horvát: 557 fő (3,54%)
- magyar: 295 fő (1,88%)
- jugoszláv: 161 fő (1,02%)
- szlovén: 70 fő (0,45%)
- montenegrói: 61 fő (0,39%)
- német: 45 fő (0,29%)
- muzulmán: 37 fő (0,24%)
- macedón: 33 fő (0,21%)
- ruszin: 27 fő (0,17%)
- orosz: 17 fő (0,11%)
- albán: 16 fő (0,10%)
- román: 14 fő (0,09%)
- ukrán: 13 fő (0,08%)
- bosnyák: 11 fő (0,07%)
- bolgár: 5 fő (0,03%)
- bunyevác: 4 fő (0,03%)
- egyéb: 52 fő (0,33%)
- nem nyilatkozott: 721 fő (4,58%)
- régiós kötődésű: 260 fő (1,65%)
- ismeretlen: 119 fő (0,76%)

Szinte minden település abszolút szerb többségű, arányuk Belcsény kivételével mindenütt meghaladja a 80%-ot. Lúg szlovák többségű falu.